# Räkneverk
För andra betydelser, se Räknare.

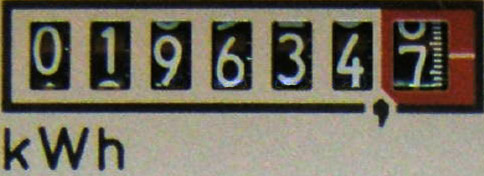
Räkneverk för elförbrukning.

Ett räkneverk är en teknisk anordning som räknar. Räkneverk kan vara mekaniska eller elektroniska.